# Evangelisches Kirchenlexikon

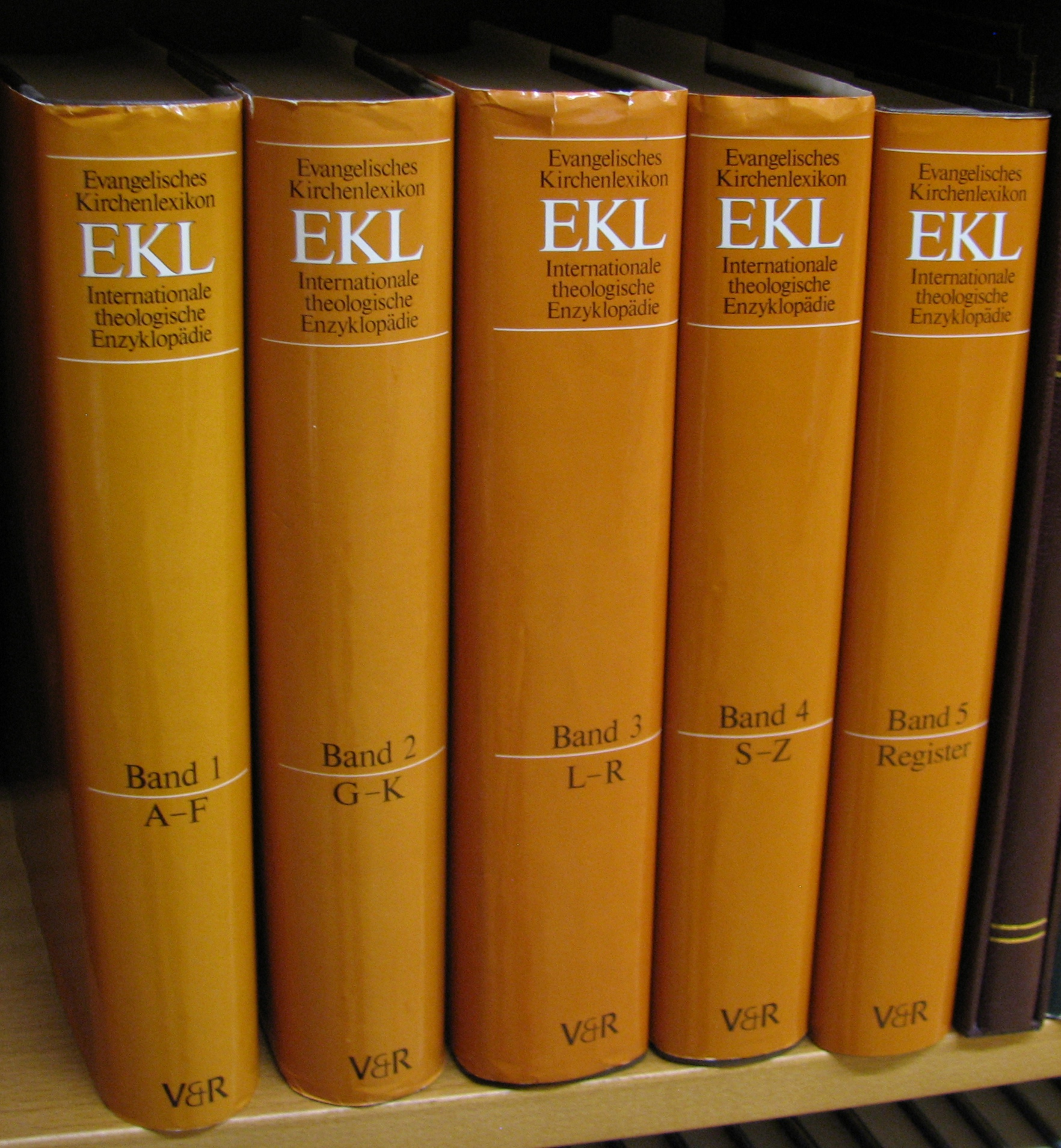
EKL, 3. Auflage

Das Evangelische Kirchenlexikon (EKL) ist ein theologisches Lexikon, das bei Vandenhoeck & Ruprecht, Göttingen, erschienen ist. Die erste Ausgabe erschien 1955–1959 in drei Bänden, ein Registerband folgte 1961. Die zweite Auflage war ein unveränderter, 1962 erschienener Nachdruck. Herausgeber waren Heinz Brunotte und Otto Weber. Die Herausgabe der dritten, neugefassten Auflage 1986–1997 verantwortete Erwin Fahlbusch in Zusammenarbeit mit zahlreichen Fachgelehrten.
- Evangelisches Kirchenlexikon. Internationale theologische Enzyklopädie. Fünf Bände. 3. Auflage (Neufassung). Vandenhoeck und Ruprecht, Göttingen 1986–1998.

Erscheinungsfolge der Einzelbände der dritten Auflage:
- Band 1: A–F. 1986, ISBN 3-525-50128-5.
- Band 2: G–K. 1989, ISBN 3-525-50132-3.
- Band 3: L–R. 1992, ISBN 3-525-50137-4.
- Band 4: S–Z. 1996, ISBN 3-525-50141-2.
- Band 5: Register. 1997, ISBN 3-525-50142-0.

Das Werk wurde zudem 2003 in digitalisierter Form von der Wissenschaftlichen Buchgesellschaft verlegt.
Ferner erschien als Einzelveröffentlichung:
- Martin Greschat (Hrsg.): Personenlexikon Religion und Theologie [PRT] (= Uni-Taschenbücher. 2063). Vandenhoeck & Ruprecht, Göttingen 1998, ISBN 3-8252-2063-X.